# USA's centralbank
Federal Reserve System er USA's centralbank.
Som navnet antyder, er der mere præcist tale om et centralbanksystem, som består af et centralt styrelsesråd (Board of Governors) i Washington D.C. og tolv regionale Federal Reserve Banks beliggende i Boston, New York, Philadelphia, Cleveland, Richmond, Atlanta, Chicago, St. Louis, Minneapolis, Kansas City, Dallas og San Francisco.
Formanden for styrelsesrådet har siden 5. februar 2018 været Jerome Powell. Han blev nomineret til posten af Donald Trump 2. september 2017 og senere godkendt af senatet. Powell afløste Janet Yellen, der tiltrådte 5. februar 2015. Tidligere formænd inkluderer Ben Bernanke, Alan Greenspan (11. august 1987 til 31. januar 2006) og Paul Volcker (6. august 1979 til 11. august 1987).
Federal Reserve System blev grundlagt i 1913 af præsident Woodrow Wilson. Før dette havde der været et system med private nationalbanker.
Dets vigtigste opgaver er:
- at føre pengepolitik i USA ved at påvirke de monetære og finansielle forhold i økonomien med henblik på at opnå fuld beskæftigelse, stabile priser og moderate lange renter
- at overvåge og regulere bankerne i USA
- at sikre stabilitet i det finansielle system
- at fungere som bank for de amerikanske banker, den amerikanske regering og udenlandske officielle institutioner
- at spille en væsentlig rolle i driften af landets betalingssystem